# ياكوب باك
ياكوب باك (بالبولندية: Jakub Bąk)‏ هو لاعب كرة قدم بولندي في مركز الوسط، ولد في 28 مايو 1993 في جيشوف في بولندا. شارك مع منتخب بولندا تحت 17 سنة لكرة القدم ومنتخب بولندا تحت 18 سنة لكرة القدم ومنتخب بولندا تحت 20 سنة لكرة القدم. أما مع النوادي، فقد لعب مع بوغون شتشين ورتش شوروزو وكورونا كييلتسى.

## وصلات خارجية
- ياكوب باك على موقع قاعدة بيانات كرة القدم.إي يو (الإنجليزية)
- ياكوب باك على موقع Soccerway.com (الإنجليزية)